# Sport Club Santa Maria
Sport Club Santa Maria is een Kaapverdische voetbalclub. De club speelt in het voetbalkampioenschap van Sal (eilanddivisie), op Sal, waarvan de kampioen deelneemt aan het Kaapverdisch voetbalkampioenschap, de eindronde om de landstitel.

## Erelijst
Voetbalkampioenschap van Sal
1982, 1987, 1997, 1998, 2009
Superbeker van Sal
2009

## Bekende speler
- Caló, in 2010

Académica · Académico do Aeroporto · Juventude · Palmeira · SC Santa Maria · SC Verdun